# C-string

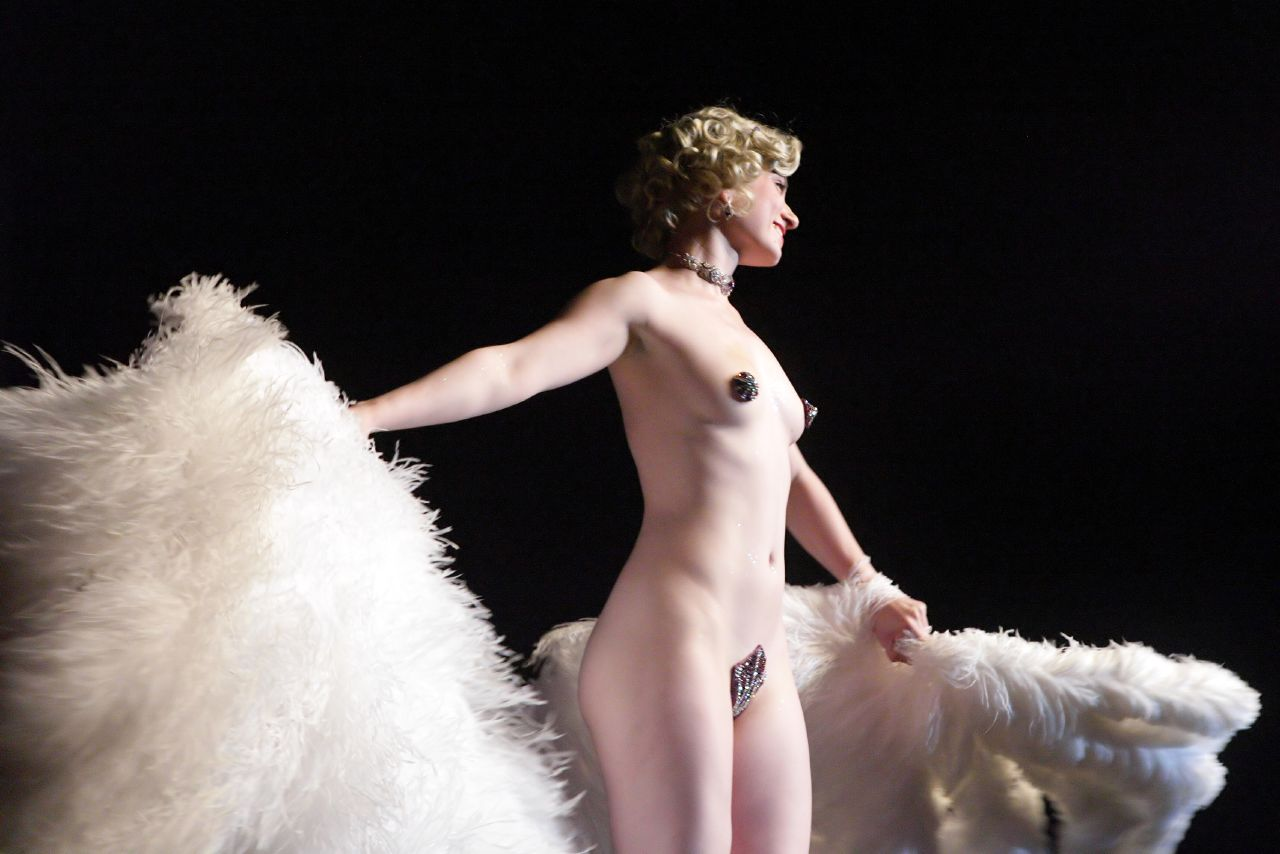
Burlesquedansare med pasties och C-string.

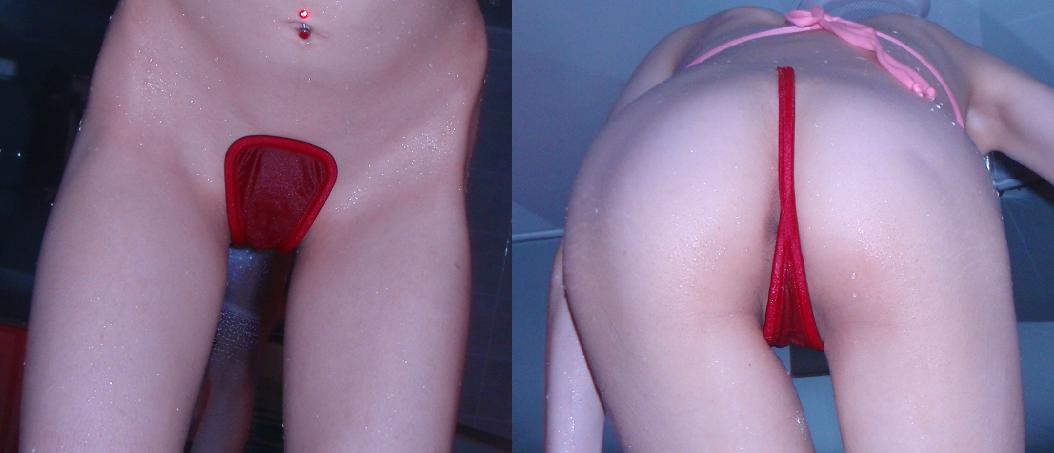

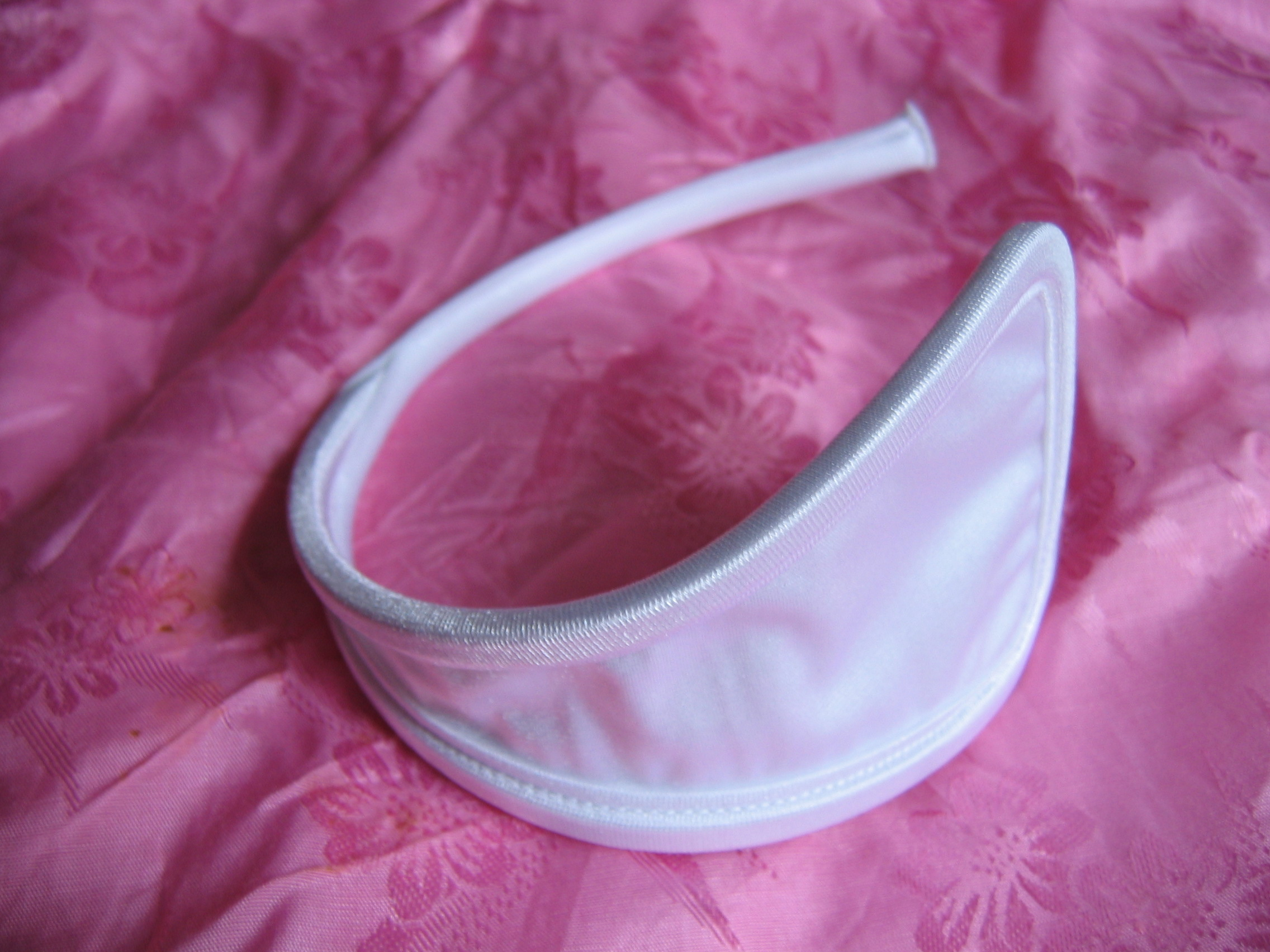

C-string är ett slags hård diademliknande trosa som uppfanns i början av 2000-talet, och som spänns mellan skinkorna och blygdbenet. Den ser ut som en liten stringtrosa men saknar höftband och skymmer endast de mest intima delarna. Syftet med den trosan är att slippa de uppstickande höftband som syns när man använder klassiska stringtrosor tillsammans med lågt skurna byxor (se whale tail). 
Som del i bikini har man försökt lansera C-string som strandmode (för undvikande av tanlines), men utan större framgång. Den används främst dels i privata sammanhang, som underkläder dels i nöjesindustrin, exempelvis shower, burlesque, men även i karnevaler och liknande.